# سیارک ۶۶۹۳۴
سیارک ۶۶۹۳۴ (به انگلیسی: 66934 Kalalova، نامگذاری:1999WF1) شصت و شش هزار و نهصد و سی و چهارمین سیارک کشف شده‌است که در ۲۶ نوامبر ۱۹۹۹ کشف شد.